# هومر مور
هومر مور (بالإنجليزية: Homer Moore) هو مصارع رياضي أمريكي، ولد في 27 نوفمبر 1971 في Maryvale, Phoenix ‏ في الولايات المتحدة.

## وصلات خارجية
- هومر مور على موقع يو إف سي (الإنجليزية)
- هومر مور على موقع شيردوغ (الإنجليزية)
- هومر مور على موقع IMDb (الإنجليزية)
- هومر مور على موقع قاعدة بيانات الفيلم (الإنجليزية)